# ستان كاولي
ستان كاولي (بالإنجليزية: Stanley William Herbert Cowley)‏ هو فيزيائي بريطاني، ولد في 1947.